# NGC 5905
NGC 5905 ist eine aktive Balken-Spiralgalaxie vom Hubble-Typ SBb mit ausgedehnten Sternentstehungsgebieten im Sternbild Drache am Nordsternhimmel. Sie ist schätzungsweise 158 Millionen Lichtjahre von der Milchstraße entfernt und hat einen Durchmesser von etwa 160.000 Lichtjahren. Vom Sonnensystem aus entfernt sich die Galaxie mit einer errechneten Radialgeschwindigkeit von näherungsweise 3.400 Kilometern pro Sekunde.
Sie ist Teil der sieben Mitglieder zählenden Lyons Groups of Galaxies LGG 395 um NGC 5908. 
Das Objekt wurde am 5. Mai 1788 von dem deutsch-britischen Astronom William Herschel entdeckt.

## Galaktisches Umfeld
| Nr. | Galaxie          | Alternativname          | Rek           | Dek           | Distanz/asec |
| --- | ---------------- | ----------------------- | ------------- | ------------- | ------------ |
| →   | NGC 5905         | LEDA/PGC 54445          | 15h15m23.321s | +55d31m02.51s | 0            |
| 1   | LEDA/PGC 2504296 | 2MASX J15150154+5529556 | 15h15m01.505s | +55d29m55.89s | 196.72       |
| 2   | LEDA/PGC 3386892 | NSA 28463               | 15h15m00.949s | +55d25m55.28s | 360.82       |
| 3   | LEDA/PGC 54376   | NSA 28458               | 15h14m00.130s | +55d32m22.50s | 709.43       |
| 4   | NGC 5908         | LEDA/PGC 54522          | 15h16m43.22s  | +55d24m33.3s  | 782.59       |
| 5   | LEDA/PGC 54557   | NSA 19938               | 15h17m13.050s | +55d26m40.40s | 967.80       |